# Biggar (Anglia)
Biggar – osada w Anglii, w Kumbrii, w dystrykcie (unitary authority) Westmorland and Furness. Leży 92 km na południe od miasta Carlisle i 355 km na północny zachód od Londynu.